# 第282炮兵旅 (以色列)
第282炮兵旅（希伯來語：‎）是以色列国防军的旅，隸屬於以色列砲兵軍。此後，該旅一直活躍於以軍軍事行動，如贖罪日戰爭、2006年黎巴嫩戰爭、2008至2009年加沙戰爭、2014年加沙戰爭及以色列—哈瑪斯戰爭。